# 罗滕贝格
罗滕贝格（德語：Rothenberg，發音：[ˈʁoːtn̩ˌbɛʁk]）是德国黑森州达姆施塔特行政区奥登林山县曾经的一个市镇，面积30.48平方千米，2016年12月31日人口为2,246人。2018年1月1日，罗滕贝格与另外3个市镇合并为新市镇奥伯岑特。